# José Navarro (cavaliere)
José Navarro Morenés (8 dicembre 1897 – 13 dicembre 1974) è stato un cavaliere spagnolo.

## Palmarès

### Olimpiadi
- Oro a Amsterdam 1928 nel salto ostacoli a squadre.
- Argento a Londra 1948 nel salto ostacoli a squadre.